# アンドロモン
アンドロモンは
1. 『デジタルモンスター』シリーズに登場する架空の生命体・デジタルモンスターの一種。
2. 『デジモンアドベンチャー』および『デジモンテイマーズ』の登場人物。

## 概要
Ver.3から登場。機械化した男性の姿をしている人型メカの姿をしたサイボーグ型デジモン。名前の由来はアンドロイド。
全身を覆う金属の鎧や口元だけ露になっているメットなどが全体的にロボコップを彷彿とさせるが、右足や左の二の腕などは皮膚に覆われていない筋肉が剥き出しになっている。兜と肩のプロテクタは人間の頭蓋骨を模したデザインになっている。
携帯機シリーズでのドット絵では頭が大きく描かれており、ナックルウォークをするゴリラのように見える。

## 種族としてのアンドロモン
ボルトモンと同時期に製作されたサイボーグデジモンのプロトタイプ。このデジモンで使った技術を応用してメタルグレイモンやメタルマメモンなどのサイボーグ型デジモンが製作されたと言われている。感情を持たずプログラムされた通りにしか動作しないが人型のデジモンでは最強と言われていた。

### 基本データ
- 世代/完全体
- タイプ/サイボーグ型
- 属性/ワクチン種
- 必殺技/スパイラルソード、ガトリングミサイル
- 得意技/グラスプハング
- 勢力/メタルエンパイア

必殺技
スパイラルソード
アーム部分から発射されるエネルギー状の刃物。

### 亜種・関連種・その他
- ボルトモン

アンドロモンと同時期に開発されたサイボーグ型の究極体。
- ハイアンドロモン

究極体で進化形。
- ムゲンドラモン

アンドロモンの頭部パーツが膝に使われている。

## 登場人物としてのアンドロモン

### デジモンアドベンチャー
ファクトリアルタウンの無限分解工場に登場。声優は梁田清之。本編に登場した最初の完全体デジモン。黒い歯車に操られ、子供たちに襲い掛かり、二体がかりで反撃に出たグレイモンとガルルモンを軽々とあしらい、そのままカブテリモンと戦ってもなお圧倒するほどの実力を持っていたが、光子郎のアドバイスを受けたカブテリモンに黒い歯車が埋め込まれた右足をピンポイントで攻撃されて正気を取り戻し、子供たちの協力者となる。
なお第5話で登場したときはデータ種と紹介されたが、第49話の再登場時にはワクチン種となり、ムゲンドラモン率いるメタルエンパイア勢力に対抗するレジスタンスとして再登場し、子供たちと共闘した。究極体であるムゲンドラモンの突進を一瞬とはいえ真正面から食い止め、ダークマスターズ最強を誇るピエモン相手に一騎討ちを挑んで善戦するなど完全体でも飛びぬけた実力者であり、ダークマスターズと戦いつつも最後まで生き残った数少ない存在でもある。赤外線の探知や移動する相手のロック、端末コードを伸ばしての情報収集など多彩な能力を持ち、光子郎のパソコンと接続してスパイラルマウンテンの地理の把握を行ったこともある。最終回では、揃った全員で記念写真を撮ることを彼が提案し、自らシャッターを切った。
デジモンアドベンチャー02にも同一個体が再登場。やはり本編における最初の完全体デジモンである。このころはガードロモンたちを従えていた。デジモンカイザーのイービルリングに操られてしまうが、太一やヒカリとの再会で正気を取り戻し自力でリングを粉砕し、ダークタワーも破壊した。この出来事でデジモンカイザーはイービルリングでは完全体を制御することはできないと判断した。前作に引き続いて戦闘能力はやはり高く、アーマー体デジモンなどは一撃で倒してしまう。今回はガードロモンの修理も行った。

### デジモンテイマーズ
塩田ヒロカズのパートナーデジモンであるガードロモンの完全体（正確にいえばアンドロモンが退化してガードロモンになっている）。テイマーズではデータ種となっている。アドベンチャーと同じく声優は梁田清之であるが、前作とは別世界のため別個体と思われる。

### デジモンネクスト
ライトシティに住むもう一人の賢者。ガードロモンを引き連れている。コマンドメンツの攻撃によるライトシティの窮状に涙し、ツルギたちに戦ってくれるように頼む。究極体であるカオスドラモンに奮戦するも力及ばず敗北し、思い悩むユウを導き消滅する。

### デジモンクロスウォーズ
アニメ版第2期『悪のデスジェネラルと七つの王国』では第8話（通算第38話）と第9話（通算第39話）にて登場。サイバーランドにてホエーモンから転送されタイキたちを襲うが、ホエーモンと同様、その正体はデジモンではなく、デスジェネラルの一人であるスプラッシュモンが召喚するドリッピンに操られた人形である。漫画版ではレインゾーンでの戦いの後、経緯は不明ながらクロスハートに加わったデジモンとして登場している。

### デジモンアドベンチャー:
第12話に登場。声優はボルケーノ太田。サウンドバードモンに操られ、ミミを侵入者とみなし襲うも、リリモンの「フラウカノン」によって植物に覆われ僅かながら正気に戻り機能停止した。こちらは技名以外は「排除する」しか喋らない。